# Kevin Cloud
Kevin Cloud (Shreveport, 1965) amerikai videójáték-grafikus tervező. Louisiana megye Shreveport városában nőtt fel, ahol megszerette a képregényeket és a játéktermi játékokat. Diplomát szerzett  politológiából, majd először a Softdisk nevű cégnél dolgozott mint számítógépes grafikus. Később 1992-ben az id Software-hez csatlakozott, Adrian Carmack grafikusi asszisztenseként. Jelenleg is ott tevékenykedik, mint a cég fő grafikusa és résztulajdonosa.

## Munkái
A következő videójátékok elkészítésében vett részt:
- 1993 – Doom
- 1994 – Doom II: Hell on Earth
- 1999 – Quake III Arena
- 2004 – Doom 3
- 2011 – Rage

## Külső hivatkozások
- MobyGames profil (angolul)
- GameSpy interjú (angolul)
- PlanetQuakeWars.net interjú (angolul)